# Ernst Klink
Ernst Klink (Bebenhausen, Alemanha, 5 de fevereiro de 1923 – 1993) foi um historiador alemão que se especializou na Alemanha nazista e na Segunda Guerra Mundial. Ele trabalhou por um longo período no Military History Research Office (MGFA), na Alemanha. Como colaborador da pesquisa Germany and the Second World da MGFA, Klink foi o primeiro a identificar o planejamento independente pelo alto comando da Wehrmacht para a Operação Barbarossa.
Durante a carreira de Klink como historiador, ele foi um membro e trabalhou para o grupo de ajuda a veteranos da Waffen-SS, HIAG. Em críticas recentes de historiadores, alguns dos trabalhos de Klink têm sido questionados devido ao seu apoio para as noções históricas de que o ataque alemão à União Soviética tinha sido "preventivo" e pela notória simpatia ao mito da Wehrmacht inocente.

## Educação e carreira

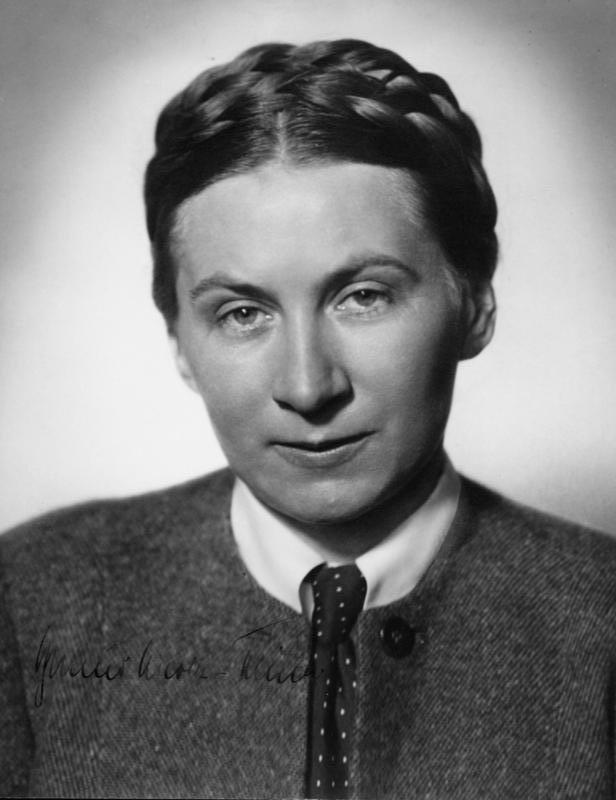
Gertrud Scholtz-Klink, mãe de Klink, era líder da Liga das Mulheres Nacional-Socialistas.

Nascido em 1923, Ernst Klink cresceu em Weimar e na Alemanha nazista; sua mãe era Gertrud Scholtz-Klink, líder da Liga das Mulheres Nacional-Socialistas. Em 1941, Klink juntou-se às SS e foi designado para a divisão da SS Leibstandarte, lutando no Regimento de Joachim Peiper contra o exército vermelho da União Soviética. Atingindo o posto de SS-Unterscharführer (sargento), ele participou da terceira batalha de Carcóvia. Ele ficou tão gravemente ferido no primeiro dia da batalha de Kursk que foi permanentemente afastado do serviço militar.
Após a guerra, Klink estudou história, língua alemã, filosofia e língua inglesa. Ele submeteu sua tese de doutorado sobre a disputa sobre as Ilhas Åland de 1917 a 1921 na Universidade de Tübingen em 1957. Durante a década de 1950, Klink juntou-se à HIAG, uma associação de veteranos da Waffen-SS e grupo de ajuda, criado na Alemanha Ocidental em 1951 por antigos funcionários do alto escalão das SS. Klink juntou-se ao Escritório de Pesquisa de História Militar (MGFA) em Freiburg em 1958. Os anos em que participou da MGFA foram controversos, especialmente em avaliações recentes de historiadores, devido à sua clara simpatia ao mito da Wehrmacht inocente.

## Participação na HIAG
Em 1958, Klink tornou-se o porta-voz da filial da HIAG em Tübingen, um grupo lobby da Waffen-SS e uma organização de veteranos alemães revisionistas. Os anos em que Klink foi da MGFA foi controverso, especialmente em avaliações recentes de historiadores. De acordo com Jens Westemeier, em sua biografia sobre Joachim Peiper, Klink era "um dos maiores espalhadores de mitos históricos da Alemanha Nazista" na HIAG. Ele deu palestras em reuniões de veteranos da SS, documentadas, e nas palavras do historiador Jörg Echternkamp, "cultivou a imagem de ser o grande defensor do mito da Wehrmacht inocente".
Klink trabalhou com a HIAG e o historiador local Walter Harzer para examinar materiais doados ao Arquivo Militar Federal Alemão de Freiburg para qualquer informação que possa ter envolvido unidades e o seu pessoal em atividade questionáveis. Nos anos 60 e 70, Klink manteve uma amizade com Peiper até a sua morte; os dois falaram por telefone pouco antes de Peiper morrer em um incêndio na noite de 14 de julho de 1976.
Klink foi abordado pela HIAG para escrever a biografia de Peiper, mas recusou-se; ele não estava disposto a apostar sua reputação acadêmica em uma tentativa de reviver a reputação de Peiper. No entanto, em 1990, Klink escreveu um artigo fortemente crítico ao julgamento do massacre de Malmedy e favorável à Waffen-SS. De acordo com o pesquisador Danny Parker, Klink "fingiu ser um historiador politicamente neutro na MGFA", mas seu viés, especialmente favorável à Waffen-SS, era óbvio ao pesquisar as organizações que participou e de seus posicionamentos, disse Parker ao examinar Klink.

## Historiador militar da Alemanha nazista
Klink contribuiu para o quarto volume, O Ataque à União Soviética, do livro Alemanha e a Segunda Guerra Mundial, produzido por historiadores da MGFA. O volume foi publicado em 1983 e focou-se na Operação Barbarossa, a invasão da Alemanha nazista à União Soviética em 1941, no que o historiador David Stahel descreve como "pesquisa inovadora" que (até 2009) foi considerada "insuperável". Klink foi o primeiro a fornecer um relato abrangente do planejamento militar para a Operação Barbarossa. Klink também foi o primeiro a identificar o planejamento independente do exército alemão para um ataque à União Soviética no verão de 1940, conhecido como Operação Otto. Stahel também elogia Klink pelo estudo das operações da Batalha de Smolensk, apesar do excesso de confiança que colocou nos arquivos do Oberkommando der Wehrmacht (OKW, "Alto Comando das Forças Armadas") e do Oberkommando des Heeres (OKH, "Alto Comando das Forças Armadas"), que, por vezes, estavam em desacordo com os diários das unidades de combate e não refletia totalmente as dificuldades no terreno.
O colega de Klink na MGFA, Gerd R. Ueberschär, observa que Klink baseou seu estudo unicamente em cima dos registros militares, tentando retratar as operações militares na União Soviética como "apolíticas". Ueberschär critica Klink ao retratar Hitler como um líder militar excelente, contrastando às "ótimas" decisões de Hitler às "péssimas" decisões do Chefe do Estado Maior, Franz Halder. De acordo com Ueberschär, outros pesquisadores negaram essa noção, e ela não tem base nos registros disponíveis. "O estreito ponto de vista militar de Klink", escreve Ueberschär, "também o seduziu a se aproximar da famosa afirmação nazista que fora refutada de que se tratava de uma guerra preventiva".

## Trabalhos

### Em inglês
- Em conjuto com Horst Boog, Joachim Hoffmann, Rolf-Dieter Müller e Gerd R. Ueberschär et.al. A Alemanha e a Segunda Guerra Mundial, vol. IV: O ataque à União Soviética. Oxford University Press, 1998, ISBN 0-19-822886-4.

### Em alemão
- Das Gesetz des Handelns. Die Operation »Zitadelle« 1943, 1966, MGFA.